# Parovnica (Kokrica)
Parovnica je potok, ki svoje vode nabira na območju Golnika in Udinega boršta pod južnimi pobočji Storžiča v Kamniško-Savinjskih Alpah. Pridružijo se ji potoki Mlinščica, Goričica, Sevnica, Golnišnica, Stražnica in Želinjski potok.
Parovnica se po sotočju s potokom Milka združi v reko Kokrico.